# کورومانی
کورومانی شهری در شهرستان کوکا در استان بانوا در بورکینافاسوی غربی است و جمعیت آن ۲٬۳۵۹ نفر است.